# Karl Ernst Schmid
Karl Ernst Schmid, auch Carl Ernst Schmid (* 24. Oktober 1774 in Weimar; † 28. Juni 1852 in Jena) war ein deutscher Rechtswissenschaftler.

## Leben
Karl Ernst war der Sohn des Weimarer Bürgermeisters Adam Ludwig Friedrich Schmid (* 19. Februar 1741 in Jena; † 9. Mai 1821 ebd.) und dessen Frau Ernestine Sophie Auguste Jäger (* 15. Dezember 1753 in Jena; † 25. Januar 1819 in Meusebach). Ab 1793 absolvierte er ein Rechtsstudium an der Universität Jena, wobei er unter anderem durch seinen Onkel Carl Christian Erhard Schmid angeleitet wurde. 1797 wurde er Redakteur der Bayreuther politischen Zeitung, welche er bis 1804 leitete. Nebenbei trat er in den preußischen Staatsdienst, wurde 1799 Auskulator und Referendar der Regierung Bayreuth, 1803 Kriminalrat und 1804 Stadtgerichtsrat in Bayreuth. Nachdem die Provinz Bayreuth an Frankreich abgetreten wurde, wechselte Schmid 1807 als Regierungs- und Konsistorialrat nach Hildburghausen.
1809 erhielt er eine ordentliche Professur der Rechte an der Universität Jena und wurde 1810 zum Doktor der Rechte promoviert. Noch 1810 wechselte er aber wieder nach Hildburghausen als Assistenzrat, wurde 1811 Vizepräsident aller dortigen Landeskollegien und 1812 erhielt er den Titel eines Geheimrats. Ab 1816 hatte er sich an den Konferenzen zur Errichtung des gemeinschaftlichen Oberappellationsgerichtes und der Formulierung einer neuen Gerichtsordnung in Jena beteiligt. Als dieses Gericht 1817 errichtet wurde, kehrte er nach Jena zurück, wo er Oberappellationsrat wurde und eine Honorarprofessur an der Jenaer Hochschule übernahm. 1826 wurde er Ordinarius der Juristenfakultät und hatte Vorlesungen zum Staats-, Völker-, Privat- sowie über englisches und französisches Kriminalrecht gehalten.
Ab 1826 hatte Schmid sich vor allem mit den Spruchkollegien am Jenaer Schöppenstuhl und der Juristenfakultät beschäftigt. Zudem beteiligte er sich an den organisatorischen Aufgaben der Hochschule. So war er in den Sommersemestern 1827, 1846, sowie Wintersemestern 1833, 1839, 1840 Rektor der Alma Mater. 1829 beteiligte er sich am Entwurf einer neuen Verfassung für das Herzogtum Sachsen-Meiningen und 1840 am Entwurf einer neuen Verfassung für das Fürstentum Schwarzburg-Sondershausen. 1830 erhielt er die theologische und 1852 die philosophische Ehrendoktorwürde der Universität Jena. Schmidt hatte Artikel und Rezensionen in der Jenaer allgemeinen Literaturzeitung, der Leipziger Literaturzeitung und der Rechtszeitschrift Minerva verfasst. Zudem leitete er nach dem Tod von Friedrich Arnold Brockhaus die Redaktion der Zeitschrift Hermes oder kritisches Jahrbuch der Literatur. Schmid, der über umfangreiche Kenntnisse der älteren deutschen Reichsverfassung, sowie der englischen und französischen Gesetzgebung verfügte, vertrat die Rechtsphilosophie das Recht nur auf dem Fundament der Moral in Einklang zu bringen sei.

## Familie
Schmid hatte sich 1803 mit der Bayreutherin Sophie Friedericke Hänel verheiratet. Die Ehe blieb kinderlos und wurde 1811 geschieden. Daraufhin verheiratete er sich 1812 mit Caroline Sophie Henriette Zehelein (1794–1861), die Tochter des Justitzrates Karl Christian Zehelein. Aus der Ehe stammen sieben Kinder. Von diesen kennt man:
- Karl August Friedrich Wilhelm Leopold Moritz Schmid (* 27. November 1813 in Hildburghausen; † 1884 Altenburg) verheiratet mit Marie Charlotte Gogel (1818–1869)
- Ernst Erhard Friedrich Wilhelm Schmid (* 22. Mai 1815 in Hildburghausen; † 16. Februar 1885 in Jena)
- Karl Otto Schmid (* 21. Januar 1817 in Jena; † 17. August 1878 in Karlsbad) Pfarrer und Superintendent in Buttstedt verheiratet am 28. Dezember 1843 in Eisenberg mit Johanne Pauline Charlotte Klein (* 24. März 1822 in Hildburghausen; † 2. Januar 1895 in Weimar)
- Marie Sophie Schmid (* 2. Juli 1818 in Jena; † 24. Oktober 1872 in Berlin) verh. mit dem Professor Eduard Arnold Martin (1809–1875)
- Anna Antonie Johanne Friederike Schmid (* 1820 in Jena; † 16. Mai 1842 ebd.) verh. 15. April 1841 in Jena mit Rechtsprofessor Johann Heinrich Gottlieb Luden (* 9. März 1810 in Jena; † 24. Dezember 1880 ebd.)
- Karl Herrmann Sigismund Schmid (1822–1891) 1839 Apotheker in Kaltennordheim,  1853 Apotheker in Rio de Janeiro, 1874 in Blankenhain

## Werke (Auswahl)
- Über Vertheilung der Kriegsschäden und die Einquartierung insbesondere. Hildburghausen 1808 (Online)
- Kritische Einleitung in das gesamte Recht des französischen Reichs. Hildburghausen 1808 (1. Bd. Online), Hildburghausen 1809, 2. Bde.
- Introductio in controversias iuris civilis recentiores inter iurisconsultos agitatas. Jena 1810 (Präsens Carl Friedrich Walch, Online)
- Deutschlands Wiedergeburt. Ein politischer Versuch. Jena 1814 (Online)
- Der Deutsche Bund. Jena 1815–1816, 3. Bde.; Bd. 2 auch unter dem Titel: Über das Bürgerrecht der Juden. Jena 1816; Bd. 3. auch unter dem Titel: Hauptvertrag des zu Wien versammelten Congresses der europäischen Mächte usw. Jena 1815
- Über Pressefreiheit und ihre Gränzen. Jena 1818
- Beiträge zur Criminalwisenschaft, in Abhandlungen und Rechtsfällen. Jena 1818
- John Millar's historische Entwicklung der englischen Staatsverfassung. Aus dem englischen übersetzt. Jena 1819–1821, 3. Bde.
- Quadruplik in Sachen der fünf Brüder Freiherrn von Ebersberg, genannt v. Weyhers, gegen den Grafen von Fohberg, die Herausgabe der Herrschaft Hersfeld betreffend. Meiningen 1820
- Lehrbuch des deutschen Staatsrechts. Jena 1821 (Online)
- Der Büchernachdruck aus dem Gesichtspunkte des Rechts, der Moral und Politik. Jena 1823 (Online)
- Über den gotha-altenburger Erbfolgestreit. Jena 1826
- Programm zu einer Anleitung zur Staats- und Kanzlei-Praxis als Gegenstand der von mir für diesen Winter angekündigten Vorlesungen. Jena 1829
- Progr. de ordinationis provincialis Hennebergicae origine fontibus et auctoritate. Jena 1831 (Dekanatsprogramm zur Promotion von Heinrich August Emil Danz)
- Ueber die Thronfolgeordnung in Großbritannien und Hannover und die Ansprüche der Geschwister F. A. und Auguste Emma von Este. Jena 1835 (Online)
- Betrachtungen eines protestantischen Rechtsgelehrten über das Verhältniß des Staats und der Kirche. Jena 1838 (Einzelabdruck aus Minerva)

## Weblink
- Werke von und über Karl Ernst Schmid in der Deutschen Digitalen Bibliothek

| Personendaten    | Personendaten                                                                                      |
| ---------------- | -------------------------------------------------------------------------------------------------- |
| NAME             | Schmid, Karl Ernst                                                                                 |
| ALTERNATIVNAMEN  | Schmid, Carl Ernst; Schmidt, Karl Ernst (Falschschreibung); Schmidt, Karl Ernst (Falschschreibung) |
| KURZBESCHREIBUNG | deutscher Rechtswissenschaftler                                                                    |
| GEBURTSDATUM     | 24. Oktober 1774                                                                                   |
| GEBURTSORT       | Weimar                                                                                             |
| STERBEDATUM      | 28. Juni 1852                                                                                      |
| STERBEORT        | Jena                                                                                               |